# Durhamští Býci
Durhamští Býci (v anglickém originále Bull Durham) je americká romantická sportovní filmová komedie z roku 1988, kterou režíroval Ron Shelton. Kevin Costner v něm hraje „Crashe“ Davise, zkušeného chytače z baseballového týmu AAA Richmond Braves, který je přiveden, aby učil nováčka Ebbyho Calvina „Nukea“ LaLooshe (Tim Robbins) hře a připravil ho na vstup do první ligy. Fanynka Annie Savoyová (Susan Sarandonová) sice Nukea miluje, ale stále více ji přitahuje Crash. V dalších rolích se objeví Robert Wuhl a Trey Wilson a také „klaunský princ baseballu“ Max Patkin. Film je částečně založen na Sheltonových zkušenostech z nižší baseballové ligy a zachycuje hráče a fanoušky Durham Bulls, druholigového baseballového týmu v Durhamu v Severní Karolíně.
Film s rozpočtem 9 milionů dolarů byl komerčně úspěšný, neboť v Severní Americe utržil přes 50 milionů dolarů, a úspěšný byl i u kritiky. Časopis Sports Illustrated jej označil za nejlepší sportovní film všech dob. Moving Arts Film Journal jej zařadil na 3. místo svého seznamu 25 nejlepších sportovních filmů všech dob. Kromě toho se film umístil na 55. místě v žebříčku „100 nejzábavnějších filmů“ televizní stanice Bravo. Je také na 97. místě v žebříčku Amerického filmového institutu „100 Years...100 Laughs“ a na 1. místě v seznamu 53 nejlépe hodnocených sportovních filmů na serveru Rotten Tomatoes.

## Děj
Durham Bulls, tým ligy Minor League Baseball zažívá další mizernou sezónu s nízkou návštěvností. Jedinou nadějí je talentovaný, ale nezralý nadhazovač Ebby Calvin LaLoosh, který má "milionový paži, ale pěticentovou hlavu." Aby mu pomohl zvládnout jeho divoké nadhozy, je k týmu poslán zkušený chytač "Crash" Davis, veterán s dvanácti lety v nižších ligách. Mezi oběma to od začátku jiskří a Crash začne Ebbyho posměšně nazývat "Meat" (Floutek).
Do děje vstupuje Annie, "baseballová fanynka", která každou sezónu vybere jednoho hráče jako svého milence a učedníka. Annie flirtuje s oběma muži a pozve je k sobě domů. Crash ale odmítá "zkoušku" a odchází, přičemž Annie zaujme svým vášnivým monologem o věcech, v něž věří.
Annie a Crash se každý po svém snaží Nuka vychovat. Annie mu čte poezii a učí ho mentálním technikám, zatímco Crash mu dává tvrdé lekce z baseballu, učí ho poslouchat chytačovy signály a přestat přemýšlet na kopci. Vypráví mu o svém krátkém působení v hlavní lize, což ho stále bolí. Postupně Nuke dospívá, což sbližuje Annie a Crashe, kteří jsou si očividně souzeni.
Sezóna se vyvíjí dobře, Nuke se zlepšuje a nakonec dostane šanci v hlavní lize. Crash zuří, protože Nuke si svého talentu neváží. Po jeho odchodu Annie ukončuje jejich vztah, zatímco Crash mu na rozloučenou předává poslední rady.
Protože Bulls už Crashe nepotřebují, nahradí ho mladším chytačem a propustí ho. Crash přijde k Annie a konečně spolu stráví vášnivý víkend. Poté odchází hledat další angažmá, zatímco Nuke se v televizi prezentuje naučenými frázemi, které ho Crash naučil.
Nakonec Crash podepíše smlouvu s Asheville Tourists a překoná rekord v počtu homerunů v nižších ligách. Po odchodu do důchodu se vrací do Durhamu, kde mu Annie oznámí, že se vzdává každoročních milostných avantýr. Crash přemýšlí o kariéře manažera v nižší lize, a film končí jejich tancem v osvětleném pokoji.